# Kristen Faulkner
Kristen Faulkner (Homer, 18 de dezembro de 1992) é uma ciclista estadunidense.

## Início da vida
Faulkner nasceu em Homer, Alasca, filha de Sara e Jon Faulkner, proprietários e operadores de um resort na cidade. Ela cresceu na comunidade pesqueira do Alasca junto com quatro irmãos, Katie, Andrew, William e Nicholas.
Kristen Faulkner se formou em Harvard em 2016 com um BA em ciência da computação, onde competiu no remo universitário. Ela detém o recorde da universidade para o tempo mais rápido de remo indoor de 2 km para mulheres leves. Antes disso, ela frequentou a Phillips Academy em Massachusetts, onde foi uma aluna de honra e corredora, nadadora e remadora universitária.

## Carreira
Faulkner começou a competir no ciclismo na cidade de Nova York em 2017, enquanto trabalhava como associada de investimentos na Bessemer Venture Partners. Ela se mudou para a área da baía de São Francisco em 2018 e se juntou ao Team Tibco–Silicon Valley Bank em 2020. Durante seu primeiro ano de ciclismo profissional, ela trabalhou em tempo integral como associada de investimentos na Threshold Ventures, uma empresa de capital de risco em estágio inicial no Vale do Silício. Ela venceu o contra-relógio feminino de estrada nos Jogos Pan-Americanos de 2023. Em outubro de 2023, foi anunciado que Faulkner se juntaria à equipe continental feminina da UCI EF–Oatly–Cannondale para a temporada de 2024.
Faulkner teve um forte começo na temporada de 2024 com sua nova equipe. Ela venceu o Omloop van het Hageland e a Etapa 4 de La Vuelta Feminina. Em maio, ela venceu a corrida de estrada e terminou em segundo no contra-relógio no Campeonato Nacional de Corrida de Estrada dos Estados Unidos. Ela foi então selecionada para se juntar a Chloé Dygert na corrida de estrada e perseguição por equipe nas Olimpíadas de Verão de 2024.
Faulkner, apesar de ser uma substituta na equipe olímpica de 2024, foi a primeira americana a ganhar uma medalha de ouro em corrida de rua em 40 anos, quando ficou em primeiro lugar na corrida de rua feminina. Faulkner terminou a corrida de 158 quilômetros 58 segundos à frente das medalhistas de prata e bronze, que terminaram a corrida em uma foto finish.
Faulkner também ganhou a medalha de ouro na perseguição feminina por equipes no ciclismo de pista ao lado de Chloé Dygert, Jennifer Valente e Lily Williams. Esta foi a primeira medalha de ouro em ciclismo de pista por equipe na história dos EUA. Faulkner se tornou a primeira mulher americana e a terceira atleta olímpica, depois de Leontien van Moorsel e Ester Ledecká, a ganhar uma medalha de ouro olímpica em duas disciplinas diferentes nos mesmos Jogos Olímpicos.